# FLOWER POWER (노래)
〈Flower power〉는 대한민국의 걸 그룹 소녀시대의 여섯 번 째 일본 싱글이다. 이 곡은 본래 2012년 11월 14일에 발매할 예정이었으나, 일주일 뒤인 11월 21일로 발매일이 연기되었다. Flower Power는 또한 두 번째 일본 스튜디오 앨범인 Girls' Generation II ~Girls & Peace~의 3번째 곡이기도 하다.

## 배경
전작 Paparazzi의 성공과, 일본 싱글 'Oh!'와 영상집 "GIRLS’ GENERATION COMPLETE VIDEO COLLECTION"으로 10월 2일 오리콘 주간 차트CD、DVD、블루레이 디스크 부문 3관왕을 달성한 뒤 10월 2일 새로운 싱글 Flower Power의 발매 소식이 공표되었다. 이에 따라 대한민국 컴백 일자는 2013년 상반기로 미뤄졌다. Flower Power는 본래 두 번째 스튜디오 앨범을 내기 2주 전인 2012년 11월 14일에 발매할 예정이었다. 그러나 제작진행 상황 탓에 일주일 뒤인 11월 21일로 연기되었다.

## 작곡
Flower Power는 일렉트로닉으로 빠른 비트와 후렴구가 특징이다.중간에 나레이션도 삽입된다.

## 뮤직비디오
소녀시대는 10월 31일 유투브의 공식 채널을 통해 뮤직비디오를 공개했다. 뮤직비디오의 컨셉은 'GG 에어라인'에 근무하는 승무원으로, 근미래적인 코스프레 슈트가 특징이다.

## 차트 성적
Flower Power는 발매 전인 11월 8일 레크초크 착신 음원 부문에서 일간 1위를 기록했다.

## 트랙
- 일본 싱글[8]

1. "Flower Power"
2. "Beep Beep"
3. "Girls' Generation II Smash-Up"

## 발매
| 지역 | 날짜            | 형식                | 레이블                       |
| ---- | --------------- | ------------------- | ---------------------------- |
| 일본 | 2012년 10월 2일 | 디지털 다운로드, CD | 유니버설 뮤직, 나유타 웨이브 |